# Grenze zwischen Deutschland und Österreich

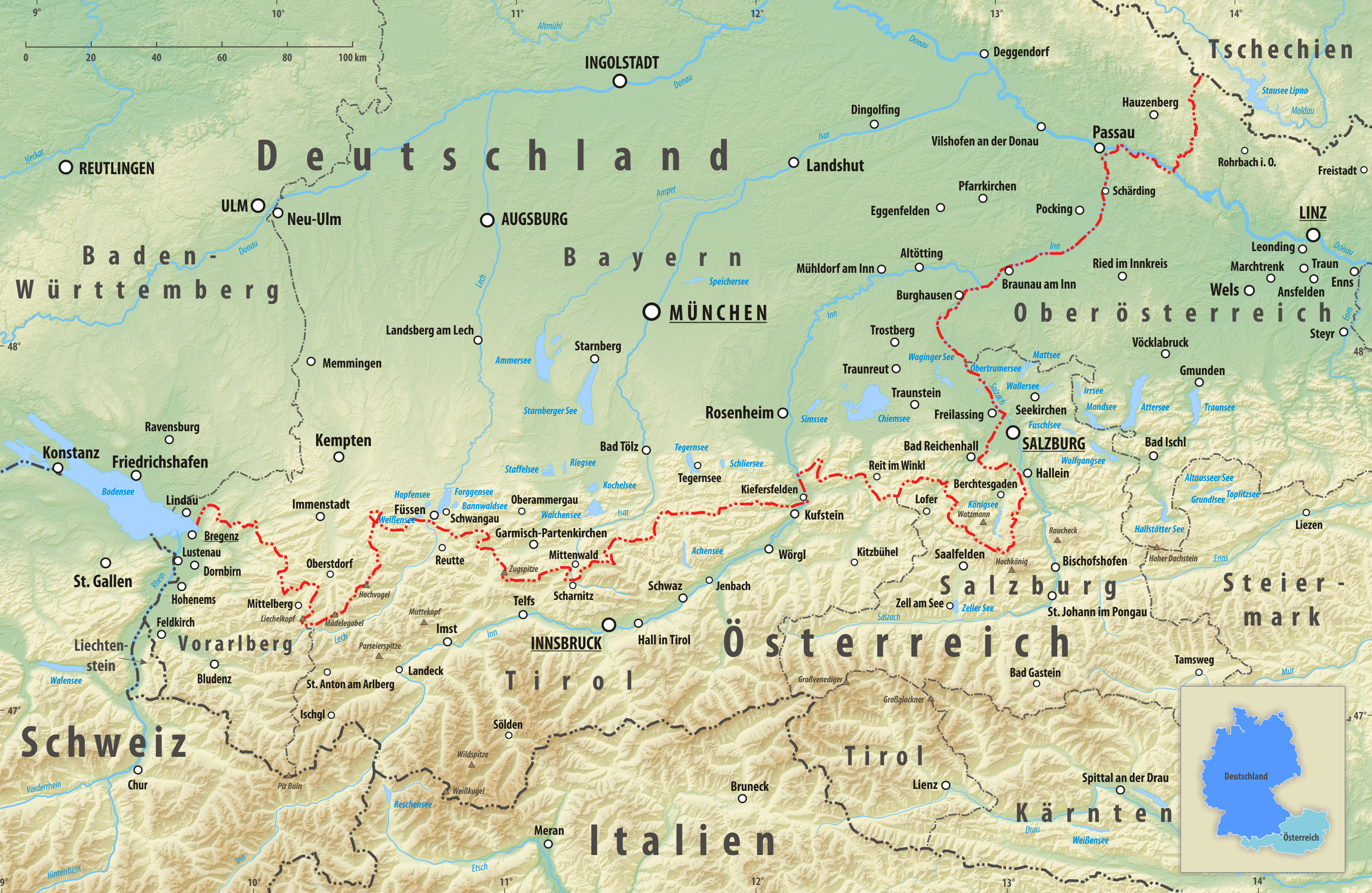
Grenzverlauf Deutschland – Österreich

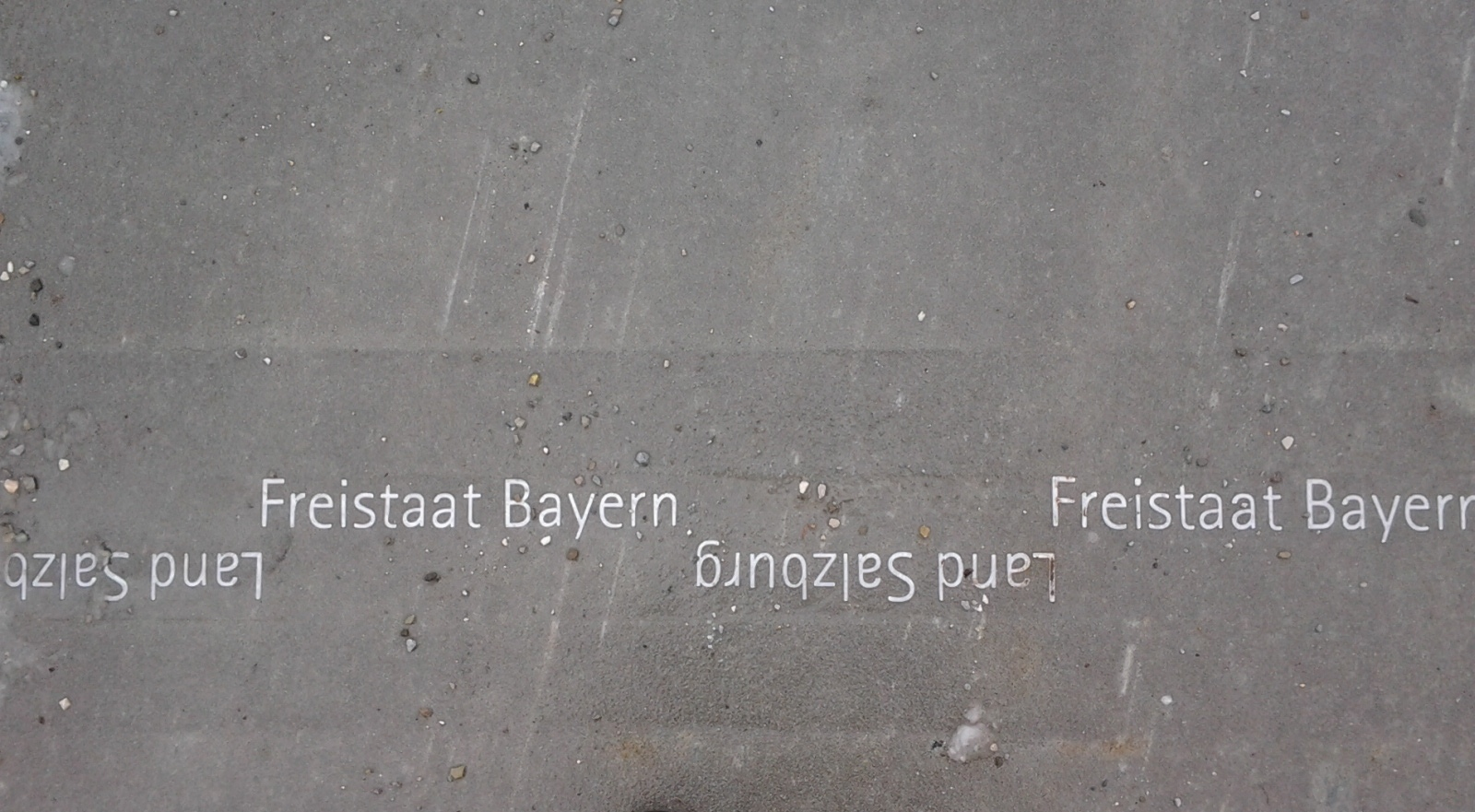
Grenzverlauf auf dem Europasteg zwischen Laufen (Bayern) und Oberndorf (Salzburg)

Die Grenze zwischen Deutschland und Österreich ist eine 815,9 bzw. 817 Kilometer lange Staatsgrenze in Mitteleuropa. Sie trennt das Staatsgebiet der im Norden bzw. Westen gelegenen Bundesrepublik Deutschland von jenem der südlich bzw. östlich gelegenen Republik Österreich. Für Österreich ist sie die längste Grenze zu einem Nachbarstaat, für Deutschland ist die Grenze zu Österreich gleichauf mit der Deutsch-Tschechischen Grenze ebenso die längste Landgrenze. Im Tiefenbereich des Obersees, eines Teils des Bodensees, ist der Grenzverlauf nicht eindeutig festgelegt.
Auf österreichischer Seite der Grenze liegen die Bundesländer Vorarlberg, Tirol, Salzburg und Oberösterreich, auf deutscher Seite der Freistaat Bayern (sowie mit ungeklärtem Grenzverlauf im Bodensee das Land Baden-Württemberg).
Abgesehen vom Bodensee wurde der aktuelle Grenzverlauf in einem bilateralen Staatsvertrag am 29. Februar 1972 rechtsverbindlich geregelt, nachdem bereits zuvor im 19. Jahrhundert diverse Grenzabkommen und -verträge zwischen Österreich und der Regierung des zu diesem Zeitpunkt souveränen Königreichs Bayern geschlossen worden waren (etwa der Grenzvertrag zwischen Bayern und Österreich von 1844).

## Grenzverlauf
Im Westen beginnt der Grenzverlauf im Bodensee, wobei die exakte Grenzziehung auf dem Grund des Sees nach wie vor strittig bzw. schlichtweg rechtlich nicht normiert ist. Sowohl Deutschland als auch Österreich vertreten überwiegend die Kondominiumstheorie, der zufolge das Gebiet des „Hohen Sees“ (also ab einer Seetiefe von mehr 25 Metern) gemeinsam verwaltetes Gebiet aller Anrainerstaaten sei. Der dritte Bodenseeanrainerstaat, die Schweiz, geht allerdings von der Realteilungstheorie aus, der zufolge der See insgesamt anhand der Anteile an dessen Uferlinie auf die Anrainerstaaten aufzuteilen sei. Gänzlich geklärt sind die Territorialfragen im Bodensee also nicht, bereiten in der Regel aber auch keine Probleme zwischen den partnerschaftlich agierenden Anrainerstaaten, die seit 1972 in der gemeinsamen Internationalen Bodenseekonferenz verbunden sind.

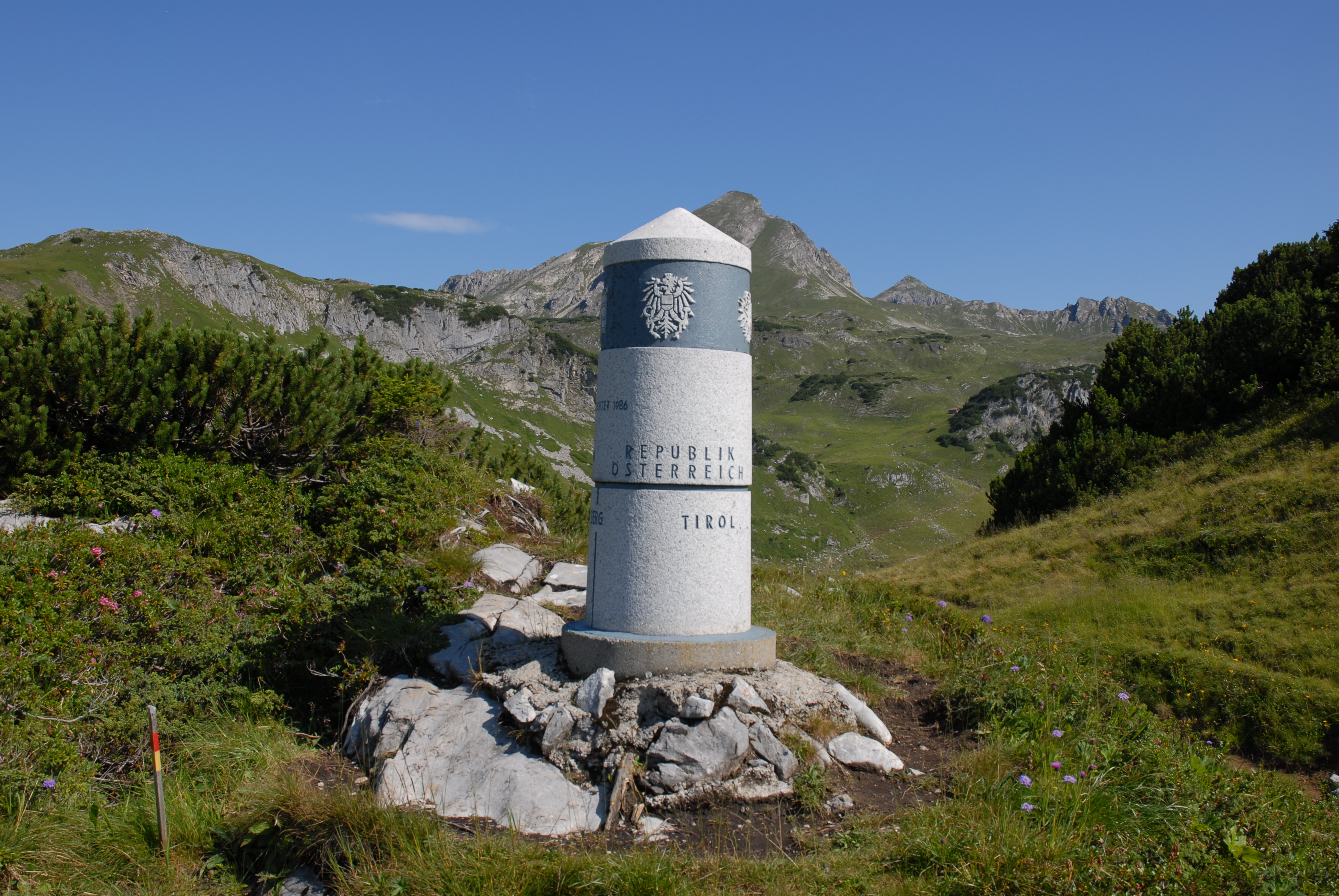
Dreiländergrenzstein Bayern–Vorarlberg–Tirol am südlichsten Punkt Deutschlands

Am südöstlichen Teil des Bodensees beginnt die Landgrenze zwischen Deutschland und Österreich bei Lindau (D) beziehungsweise Hörbranz (A), wobei diese zunächst im Flussbett des Bodenseezuflusses Leiblach verläuft. Über diesen Grenzfluss führt auch die Autobahn-Grenzbrücke zwischen der deutschen Bundesautobahn 96 und der österreichischen Rheintal/Walgau Autobahn A 14. Der Grenzverlauf folgt ostwärts mehreren Flüssen und Bächen durch die hügelige Landschaft des bayerischen Allgäu an der Grenze zum Vorarlberger Vorderwald. Schließlich erreicht sie die Gipfel der Allgäuer Nagelfluh-Schichtkämme und bildet damit eine geografische Besonderheit: Das Tal der Breitach schneidet sich südlich der Breitachklamm als Kleinwalsertal in dieses Gebirgsmassiv und ist daher rundherum von hohen Bergen umgeben. Politisch gehört die einzige Gemeinde im Kleinwalsertal, Mittelberg, zum österreichischen Bundesland Vorarlberg. Diese ist jedoch als Funktionale Enklave durch ihre Lage nur über deutsches Staatsgebiet erreichbar.
Östlich des Kleinwalsertals steigen die Berge noch steiler an. Die Staatsgrenze erreicht die innerstaatliche Grenze zwischen den österreichischen Bundesländern Vorarlberg und Tirol. Dieser als Haldenwanger Eck bezeichnete Punkt ist nicht nur die Grenze zwischen den beiden österreichischen Bundesländern, sondern auch der südlichste Punkt des deutschen Staatsgebiets. Die Grenze folgt von hier dem zentralen Hauptkamm der Allgäuer Alpen nach Nordosten bis zu den Tannheimer Bergen. Mit der Tiroler Gemeinde Jungholz, die nur über einen Punkt nahe dem Gipfel des Sorgschrofens mit dem restlichen Staatsgebiet verbunden ist, existiert in diesem Bereich eine weitere funktionale Enklave in Deutschland. Von dort verläuft die Grenze Richtung Osten entlang dem Zirmgrat und quer durch die Ammergauer Alpen. Kurz danach erreicht sie im Wettersteingebirge die höchsten Punkte des Grenzverlaufs. Die Zugspitze, der höchste Berg Deutschlands, bildet dabei mit ihrer Höhe von 2962 m ü. NHN einen der markantesten Grenzpunkte und den höchsten Punkt der gemeinsamen Staatsgrenze. Über mehrere Gipfel der Nördlichen Karwendelkette, durch das Vorkarwendel und die Bayerischen Voralpen verläuft die Grenze in der Folge ostwärts als Nordgrenze Tirols.
Bei Kufstein (A) beziehungsweise Kiefersfelden (D) trifft der Grenzverlauf auf das Unterinntal. In diesem verläuft eine der verkehrstechnisch wichtigsten Nord-Süd-Verbindungen Mitteleuropas. Zum einen befindet sich hier ein Autobahngrenzübergang im Verlauf der österreichischen Inntalautobahn A 12 und der deutschen Bundesautobahn 93, die im weiteren Verlauf über die Brenner Autobahn und den Brennerpass Deutschland mit Italien verbindet und eine wichtige Transitstrecke darstellt. Außerdem verläuft parallel dazu auch die Bahnstrecke Kufstein–Innsbruck bzw. Rosenheim–Kufstein Grenze durch das Unterinntal, über die weite Teile des Nord-Süd-Bahnverkehrs sowie der überwiegende Teil des innerösterreichischen Bahnverkehrs zwischen Tirol und den östlicheren Bundesländern geführt wird. Für einige Kilometer verläuft die Grenze hier erstmals im Flussbett des Inn, ehe der Grenzverlauf bei Erl ostwärts vom Flusslauf abzweigt und damit das sogenannte Große Deutsche Eck, ein markanter südöstlicher Einschnitt im österreichischen Staatsgebiet zwischen Tirol und Salzburg, beginnt. Den südlichsten Punkt erreicht das „Deutsche Eck“ südlich des Königssees im Landkreis Berchtesgadener Land.

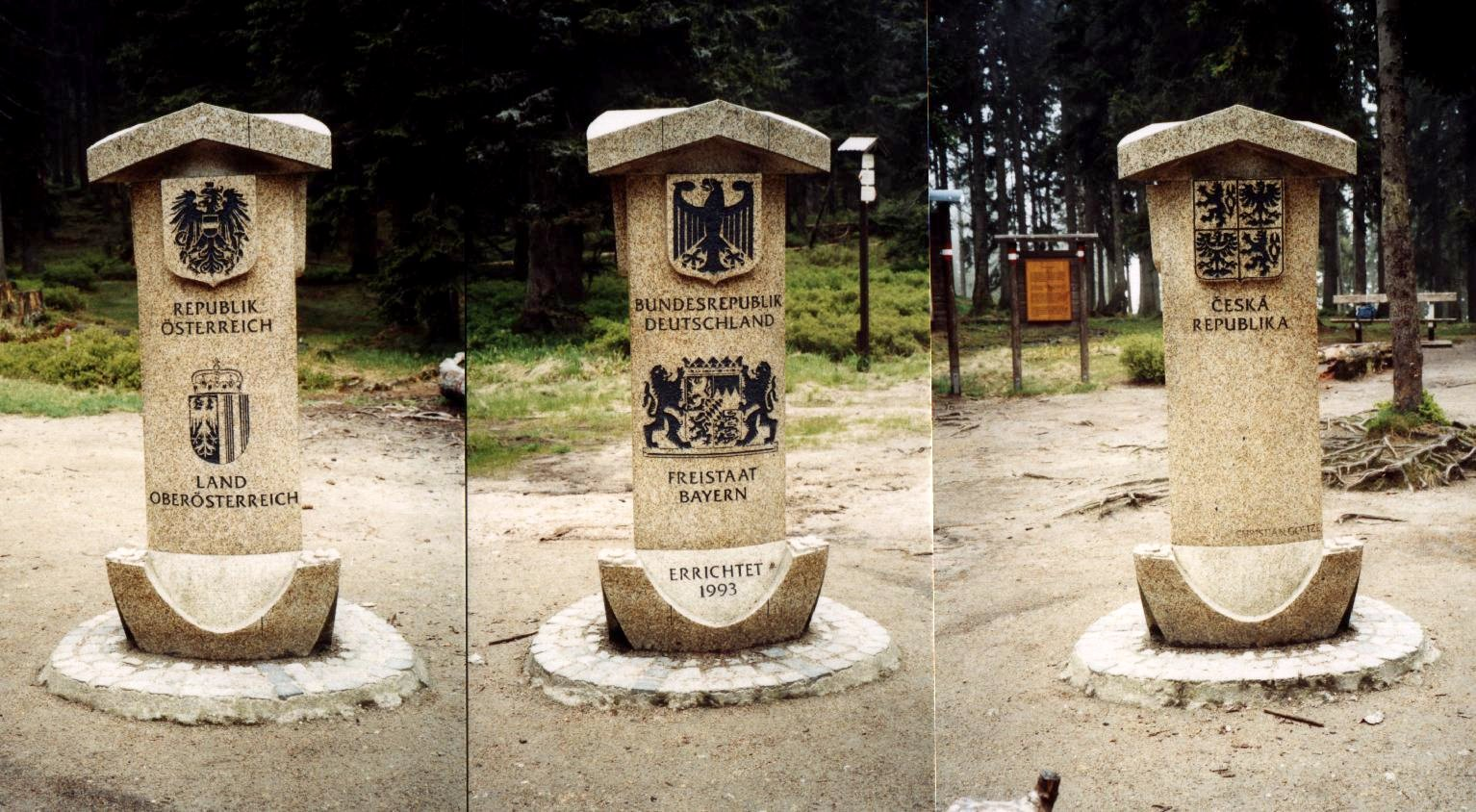
Dreiländereck Deutschland, Österreich und Tschechien, in der Nähe von Dreisesselberg und Plöckenstein

Anschließend wendet sich der Grenzverlauf wieder nordöstlich und erreicht das Stadtgebiet der Landeshauptstadt Salzburg, wo die Grenze über den Walserberg verläuft und anschließend auf den Grenzfluss Saalach trifft, der sie dann bis zur Einmündung in die Salzach bei Freilassing folgt. Die Salzach wiederum bildet die gemeinsame Grenze zwischen den Bundesländern Salzburg bzw. wenig später Oberösterreich und Bayern bis zur Einmündung in den Inn bei Haiming. Bei Passau weicht der Grenzverlauf kurzzeitig südlich vom Flusslauf des Inns ab, wodurch die Einmündung des Inns in die Donau keinen Grenzpunkt darstellt, und sich in diesem Bereich einige Quadratkilometer deutschen Staatsgebiets südlich der Inn-Donau-Linie befinden.
Ab dem Ortsteil Achleiten der österreichischen Gemeinde Freinberg (dort befindet sich der Grenzstein Nr. 1 der Republik Österreich auf dem Kräutelstein, einer kleinen Felseninsel in der Donau) liegt die Grenze in der Flussmitte der Donau und verlässt diese erst wieder bei Engelhartszell, wo sich der Grenzverlauf nochmals nach Nordosten vom Fluss wegbewegt. Er folgt in diesem Bereich Richtung Böhmerwald mehreren kleineren Bächen und trifft schließlich etwa 25 Kilometer von der Donau entfernt bei Schwarzenberg am Böhmerwald auf die Dreieckmark. Dieser Grenzstein nahe dem Bayerischen Plöckenstein markiert das Dreiländereck von Deutschland, Österreich und Tschechien und damit das östliche Ende der deutsch-österreichischen Grenze.

## Gemeinden an der Staatsgrenze (von Ost nach West)
Legende:  Grenzübertritt möglich: es sind nur Stellen angegeben, an der die Grenze mit PKW, Eisenbahn, Fähre oder Passagierschiff überquert werden können.
| DEUTSCHLAND | DEUTSCHLAND        | DEUTSCHLAND                   | DEUTSCHLAND                                               | DEUTSCHLAND                                                                             | G r e n z e                                               | ÖSTERREICH                                                                              | ÖSTERREICH                                                | ÖSTERREICH                                                | ÖSTERREICH                  |
| Bundesland  | Regierungs- bezirk | Kreis                         | Gemeinde                                                  | ⇄                                                                                       | G r e n z e                                               | ⇄                                                                                       | Gemeinde                                                  | Bezirk                                                    | Bundesland                  |
| Tschechien  | Tschechien         | Tschechien                    | Tschechien                                                | Tschechien                                                                              | Tschechien                                                | Tschechien                                                                              | Tschechien                                                | Tschechien                                                | Tschechien                  |
| ----------- | ------------------ | ----------------------------- | --------------------------------------------------------- | --------------------------------------------------------------------------------------- | --------------------------------------------------------- | --------------------------------------------------------------------------------------- | --------------------------------------------------------- | --------------------------------------------------------- | --------------------------- |
| Bayern      | Niederbayern       | Freyung-Grafenau (FRG)        | Pleckensteiner Wald                                       | Grünes Häkchensymbol für ja                                                             | 1*                                                        | Grünes Häkchensymbol für ja · Grünes Häkchensymbol für ja · Grünes Häkchensymbol für ja | Schwarzenberg am Böhmerwald                               | Rohrbach (RO)                                             | Oberösterreich              |
| Bayern      | Niederbayern       | Freyung-Grafenau (FRG)        | Neureichenau                                              |                                                                                         | 1*                                                        | Grünes Häkchensymbol für ja · Grünes Häkchensymbol für ja · Grünes Häkchensymbol für ja | Schwarzenberg am Böhmerwald                               | Rohrbach (RO)                                             | Oberösterreich              |
| Bayern      | Niederbayern       | Freyung-Grafenau (FRG)        | Pleckensteiner Wald                                       |                                                                                         | 1*                                                        | Grünes Häkchensymbol für ja · Grünes Häkchensymbol für ja · Grünes Häkchensymbol für ja | Schwarzenberg am Böhmerwald                               | Rohrbach (RO)                                             | Oberösterreich              |
| Bayern      | Niederbayern       | Freyung-Grafenau (FRG)        | Neureichenau                                              |                                                                                         | 1*                                                        | Grünes Häkchensymbol für ja · Grünes Häkchensymbol für ja · Grünes Häkchensymbol für ja | Schwarzenberg am Böhmerwald                               | Rohrbach (RO)                                             | Oberösterreich              |
| Bayern      | Niederbayern       | Freyung-Grafenau (FRG)        | Pleckensteiner Wald                                       |                                                                                         | 1*                                                        | Grünes Häkchensymbol für ja · Grünes Häkchensymbol für ja · Grünes Häkchensymbol für ja | Schwarzenberg am Böhmerwald                               | Rohrbach (RO)                                             | Oberösterreich              |
| Bayern      | Niederbayern       | Freyung-Grafenau (FRG)        | Neureichenau                                              | Grünes Häkchensymbol für ja                                                             | 1*                                                        | Grünes Häkchensymbol für ja · Grünes Häkchensymbol für ja · Grünes Häkchensymbol für ja | Schwarzenberg am Böhmerwald                               | Rohrbach (RO)                                             | Oberösterreich              |
| Bayern      | Niederbayern       | Passau (PA)                   | Breitenberg                                               | Grünes Häkchensymbol für ja · Grünes Häkchensymbol für ja                               | 2*                                                        | Grünes Häkchensymbol für ja · Grünes Häkchensymbol für ja · Grünes Häkchensymbol für ja | Schwarzenberg am Böhmerwald                               | Rohrbach (RO)                                             | Oberösterreich              |
| Bayern      | Niederbayern       | Passau (PA)                   | Breitenberg                                               | Grünes Häkchensymbol für ja · Grünes Häkchensymbol für ja                               | 3*                                                        |                                                                                         | Ulrichsberg                                               | Rohrbach (RO)                                             | Oberösterreich              |
| Bayern      | Niederbayern       | Passau (PA)                   | Breitenberg                                               | Grünes Häkchensymbol für ja · Grünes Häkchensymbol für ja                               | 3*                                                        | Grünes Häkchensymbol für ja                                                             | Julbach                                                   | Rohrbach (RO)                                             | Oberösterreich              |
| Bayern      | Niederbayern       | Passau (PA)                   | Wegscheid                                                 | Grünes Häkchensymbol für ja · Grünes Häkchensymbol für ja · Grünes Häkchensymbol für ja | 4*                                                        | Grünes Häkchensymbol für ja                                                             | Julbach                                                   | Rohrbach (RO)                                             | Oberösterreich              |
| Bayern      | Niederbayern       | Passau (PA)                   | Wegscheid                                                 | Grünes Häkchensymbol für ja · Grünes Häkchensymbol für ja · Grünes Häkchensymbol für ja | 4*                                                        | Grünes Häkchensymbol für ja                                                             | Nebelberg                                                 | Rohrbach (RO)                                             | Oberösterreich              |
| Bayern      | Niederbayern       | Passau (PA)                   | Wegscheid                                                 | Grünes Häkchensymbol für ja · Grünes Häkchensymbol für ja · Grünes Häkchensymbol für ja | 4*                                                        | Grünes Häkchensymbol für ja                                                             | Kollerschlag                                              | Rohrbach (RO)                                             | Oberösterreich              |
| Bayern      | Niederbayern       | Passau (PA)                   | Wegscheid                                                 | Grünes Häkchensymbol für ja · Grünes Häkchensymbol für ja · Grünes Häkchensymbol für ja | 4*                                                        | Grünes Häkchensymbol für ja                                                             | Oberkappel                                                | Rohrbach (RO)                                             | Oberösterreich              |
| Bayern      | Niederbayern       | Passau (PA)                   | Wegscheid                                                 | Grünes Häkchensymbol für ja · Grünes Häkchensymbol für ja · Grünes Häkchensymbol für ja | 5*                                                        | Grünes Häkchensymbol für ja                                                             | Oberkappel                                                | Rohrbach (RO)                                             | Oberösterreich              |
| Bayern      | Niederbayern       | Passau (PA)                   | Wegscheid                                                 | Grünes Häkchensymbol für ja · Grünes Häkchensymbol für ja · Grünes Häkchensymbol für ja | Grünes Häkchensymbol für ja                               | Neustift im Mühlkreis                                                                   |                                                           | Rohrbach (RO)                                             | Oberösterreich              |
| Bayern      | Niederbayern       | Passau (PA)                   | Wegscheid                                                 | Grünes Häkchensymbol für ja · Grünes Häkchensymbol für ja · Grünes Häkchensymbol für ja | Grünes Häkchensymbol für ja                               | Neustift im Mühlkreis                                                                   | 6*                                                        | Rohrbach (RO)                                             | Oberösterreich              |
| Bayern      | Niederbayern       | Passau (PA)                   | Untergriesbach                                            | Grünes Häkchensymbol für ja                                                             | Grünes Häkchensymbol für ja                               | Neustift im Mühlkreis                                                                   | 7*                                                        | Rohrbach (RO)                                             | Oberösterreich              |
| Bayern      | Niederbayern       | Passau (PA)                   | Untergriesbach                                            | Grünes Häkchensymbol für ja                                                             | Grünes Häkchensymbol für ja                               | Neustift im Mühlkreis                                                                   |                                                           | Rohrbach (RO)                                             | Oberösterreich              |
| Bayern      | Niederbayern       | Passau (PA)                   | Untergriesbach                                            | Grünes Häkchensymbol für ja                                                             | Grünes Häkchensymbol für ja                               | Neustift im Mühlkreis                                                                   | 8*                                                        | Rohrbach (RO)                                             | Oberösterreich              |
| Bayern      | Niederbayern       | Passau (PA)                   | Untergriesbach                                            | Grünes Häkchensymbol für ja                                                             | Grünes Häkchensymbol für ja                               | Neustift im Mühlkreis                                                                   |                                                           | Rohrbach (RO)                                             | Oberösterreich              |
| Bayern      | Niederbayern       | Passau (PA)                   | Untergriesbach                                            | Grünes Häkchensymbol für ja                                                             | Grünes Häkchensymbol für ja                               | Neustift im Mühlkreis                                                                   | 9*                                                        | Rohrbach (RO)                                             | Oberösterreich              |
| Bayern      | Niederbayern       | Passau (PA)                   | Untergriesbach                                            | Grünes Häkchensymbol für ja                                                             | Grünes Häkchensymbol für ja                               | Neustift im Mühlkreis                                                                   |                                                           | Rohrbach (RO)                                             | Oberösterreich              |
| Bayern      | Niederbayern       | Passau (PA)                   | Untergriesbach                                            | Grünes Häkchensymbol für ja                                                             | Grünes Häkchensymbol für ja                               | Neustift im Mühlkreis                                                                   | 10*                                                       | Rohrbach (RO)                                             | Oberösterreich              |
| Bayern      | Niederbayern       | Passau (PA)                   | Untergriesbach                                            | Grünes Häkchensymbol für ja                                                             | Grünes Häkchensymbol für ja                               | Neustift im Mühlkreis                                                                   |                                                           | Rohrbach (RO)                                             | Oberösterreich              |
| Bayern      | Niederbayern       | Passau (PA)                   | Untergriesbach                                            | Grünes Häkchensymbol für ja                                                             | Grünes Häkchensymbol für ja                               | Neustift im Mühlkreis                                                                   | 10*                                                       | Rohrbach (RO)                                             | Oberösterreich              |
| Bayern      | Niederbayern       | Passau (PA)                   | Untergriesbach                                            | Grünes Häkchensymbol für ja                                                             | D o n a u                                                 |                                                                                         | Engelhartszell                                            | Schärding (SD)                                            | Oberösterreich              |
| Bayern      | Niederbayern       | Passau (PA)                   | Untergriesbach                                            | Grünes Häkchensymbol für ja                                                             | D o n a u                                                 | Vichtenstein                                                                            |                                                           | Schärding (SD)                                            | Oberösterreich              |
| Bayern      | Niederbayern       | Passau (PA)                   | Obernzell                                                 | Grünes Häkchensymbol für ja                                                             | D o n a u                                                 |                                                                                         |                                                           | Schärding (SD)                                            | Oberösterreich              |
| Bayern      | Niederbayern       | Passau (PA)                   | Obernzell                                                 | Grünes Häkchensymbol für ja                                                             | D o n a u                                                 | Grünes Häkchensymbol für ja                                                             | Esternberg                                                | Schärding (SD)                                            | Oberösterreich              |
| Bayern      | Niederbayern       | Passau (PA)                   | Thyrnau                                                   |                                                                                         | D o n a u                                                 | Grünes Häkchensymbol für ja                                                             | Esternberg                                                | Schärding (SD)                                            | Oberösterreich              |
| Bayern      | Niederbayern       | Passau (PA)                   | Grünes Häkchensymbol für ja                               | Freinberg                                                                               | D o n a u                                                 |                                                                                         |                                                           | Schärding (SD)                                            | Oberösterreich              |
| Bayern      | Niederbayern       | Passau (PA)                   | Grünes Häkchensymbol für ja                               | Freinberg                                                                               | D o n a u                                                 | Passau                                                                                  | Grünes Häkchensymbol für ja · Grünes Häkchensymbol für ja | Schärding (SD)                                            | Oberösterreich              |
| Bayern      | Niederbayern       | Passau (PA)                   | Grünes Häkchensymbol für ja                               | Freinberg                                                                               |                                                           | Passau                                                                                  | Grünes Häkchensymbol für ja · Grünes Häkchensymbol für ja | Schärding (SD)                                            | Oberösterreich              |
| Bayern      | Niederbayern       | Passau (PA)                   | Grünes Häkchensymbol für ja                               | Schardenberg                                                                            |                                                           | Passau                                                                                  | Grünes Häkchensymbol für ja · Grünes Häkchensymbol für ja | Schärding (SD)                                            | Oberösterreich              |
| Bayern      | Niederbayern       | Passau (PA)                   | Grünes Häkchensymbol für ja                               | Schardenberg                                                                            | I n                                                       | Passau                                                                                  | Grünes Häkchensymbol für ja · Grünes Häkchensymbol für ja | Schärding (SD)                                            | Oberösterreich              |
| Bayern      | Niederbayern       | Passau (PA)                   | Grünes Häkchensymbol für ja                               | Schardenberg                                                                            | Neuburg am Inn                                            | Grünes Häkchensymbol für ja                                                             |                                                           | Schärding (SD)                                            | Oberösterreich              |
| Bayern      | Niederbayern       | Passau (PA)                   | Grünes Häkchensymbol für ja                               | Wernstein am Inn                                                                        | Neuburg am Inn                                            | Grünes Häkchensymbol für ja                                                             |                                                           | Schärding (SD)                                            | Oberösterreich              |
| Bayern      | Niederbayern       | Passau (PA)                   | Grünes Häkchensymbol für ja                               | Wernstein am Inn                                                                        | Neuhaus am Inn                                            | Grünes Häkchensymbol für ja · Grünes Häkchensymbol für ja                               |                                                           | Schärding (SD)                                            | Oberösterreich              |
| Bayern      | Niederbayern       | Passau (PA)                   | Brunnenthal                                               |                                                                                         | Neuhaus am Inn                                            | Grünes Häkchensymbol für ja · Grünes Häkchensymbol für ja                               |                                                           | Schärding (SD)                                            | Oberösterreich              |
| Bayern      | Niederbayern       | Passau (PA)                   | Grünes Häkchensymbol für ja                               | Schärding                                                                               | Neuhaus am Inn                                            | Grünes Häkchensymbol für ja · Grünes Häkchensymbol für ja                               |                                                           | Schärding (SD)                                            | Oberösterreich              |
| Bayern      | Niederbayern       | Passau (PA)                   | St. Florian am Inn                                        |                                                                                         | Neuhaus am Inn                                            | Grünes Häkchensymbol für ja · Grünes Häkchensymbol für ja                               |                                                           | Schärding (SD)                                            | Oberösterreich              |
| Bayern      | Niederbayern       | Passau (PA)                   | Grünes Häkchensymbol für ja                               | Suben                                                                                   | Neuhaus am Inn                                            | Grünes Häkchensymbol für ja · Grünes Häkchensymbol für ja                               |                                                           | Schärding (SD)                                            | Oberösterreich              |
| Bayern      | Niederbayern       | Passau (PA)                   | Grünes Häkchensymbol für ja                               | Suben                                                                                   | Pocking                                                   |                                                                                         |                                                           | Schärding (SD)                                            | Oberösterreich              |
| Bayern      | Niederbayern       | Passau (PA)                   | St. Marienkirchen bei Schärding                           |                                                                                         |                                                           |                                                                                         |                                                           | Schärding (SD)                                            | Oberösterreich              |
| Bayern      | Niederbayern       | Passau (PA)                   |                                                           | Antiesenhofen                                                                           | Ried im Innkreis (RI)                                     |                                                                                         |                                                           |                                                           | Oberösterreich              |
| Bayern      | Niederbayern       | Passau (PA)                   | Bad Füssing                                               | Antiesenhofen                                                                           | Ried im Innkreis (RI)                                     | Grünes Häkchensymbol für ja                                                             |                                                           |                                                           | Oberösterreich              |
| Bayern      | Niederbayern       | Passau (PA)                   | Bad Füssing                                               | Reichersberg                                                                            | Ried im Innkreis (RI)                                     | Grünes Häkchensymbol für ja                                                             |                                                           |                                                           | Oberösterreich              |
| Bayern      | Niederbayern       | Passau (PA)                   | Bad Füssing                                               | Mörschwang                                                                              | Ried im Innkreis (RI)                                     | Grünes Häkchensymbol für ja                                                             |                                                           |                                                           | Oberösterreich              |
| Bayern      | Niederbayern       | Passau (PA)                   | Bad Füssing                                               | Grünes Häkchensymbol für ja                                                             | Ried im Innkreis (RI)                                     | Grünes Häkchensymbol für ja                                                             | Obernberg am Inn                                          |                                                           | Oberösterreich              |
| Bayern      | Niederbayern       | Passau (PA)                   | Bad Füssing                                               | Kirchdorf am Inn                                                                        | Ried im Innkreis (RI)                                     | Grünes Häkchensymbol für ja                                                             |                                                           |                                                           | Oberösterreich              |
| Bayern      | Niederbayern       | Passau (PA)                   | Bad Füssing                                               | Mühlheim am Inn                                                                         | Ried im Innkreis (RI)                                     | Grünes Häkchensymbol für ja                                                             |                                                           |                                                           | Oberösterreich              |
| Bayern      | Niederbayern       | Passau (PA)                   | Malching                                                  |                                                                                         | Ried im Innkreis (RI)                                     |                                                                                         |                                                           |                                                           | Oberösterreich              |
| Bayern      | Niederbayern       | Passau (PA)                   |                                                           | Mining                                                                                  | Braunau am Inn (BR)                                       |                                                                                         |                                                           |                                                           | Oberösterreich              |
| Bayern      | Niederbayern       | Rottal-Inn (PAN)              | Ering                                                     | Mining                                                                                  | Braunau am Inn (BR)                                       |                                                                                         |                                                           |                                                           | Oberösterreich              |
| Bayern      | Niederbayern       | Rottal-Inn (PAN)              | Ering                                                     | St. Peter am Hart                                                                       | Braunau am Inn (BR)                                       |                                                                                         |                                                           |                                                           | Oberösterreich              |
| Bayern      | Niederbayern       | Rottal-Inn (PAN)              | Stubenberg                                                |                                                                                         | Braunau am Inn (BR)                                       |                                                                                         |                                                           |                                                           | Oberösterreich              |
| Bayern      | Niederbayern       | Rottal-Inn (PAN)              | Simbach am Inn                                            | Grünes Häkchensymbol für ja                                                             | Braunau am Inn (BR)                                       |                                                                                         |                                                           |                                                           | Oberösterreich              |
| Bayern      | Niederbayern       | Rottal-Inn (PAN)              | Simbach am Inn                                            | Grünes Häkchensymbol für ja                                                             | Braunau am Inn (BR)                                       | Grünes Häkchensymbol für ja                                                             | Braunau am Inn                                            |                                                           | Oberösterreich              |
| Bayern      | Niederbayern       | Rottal-Inn (PAN)              | Kirchdorf am Inn                                          |                                                                                         | Braunau am Inn (BR)                                       | Grünes Häkchensymbol für ja                                                             | Braunau am Inn                                            |                                                           | Oberösterreich              |
| Bayern      | Niederbayern       | Rottal-Inn (PAN)              | Überackern                                                |                                                                                         | Braunau am Inn (BR)                                       |                                                                                         |                                                           |                                                           | Oberösterreich              |
| Bayern      | Oberbayern         | Altötting (AÖ)                | Haiming                                                   |                                                                                         | Braunau am Inn (BR)                                       | S a l z a c h                                                                           |                                                           |                                                           | Oberösterreich              |
| Bayern      | Oberbayern         | Altötting (AÖ)                | Burghausen                                                | Grünes Häkchensymbol für ja                                                             | Braunau am Inn (BR)                                       | S a l z a c h                                                                           |                                                           |                                                           | Oberösterreich              |
| Bayern      | Oberbayern         | Altötting (AÖ)                | Burghausen                                                | Grünes Häkchensymbol für ja                                                             | Braunau am Inn (BR)                                       | S a l z a c h                                                                           | Grünes Häkchensymbol für ja                               | Hochburg-Ach                                              | Oberösterreich              |
| Bayern      | Oberbayern         | Altötting (AÖ)                | Burghausen                                                | Grünes Häkchensymbol für ja                                                             | Braunau am Inn (BR)                                       | S a l z a c h                                                                           | St. Radegund                                              |                                                           | Oberösterreich              |
| Bayern      | Oberbayern         | Altötting (AÖ)                | Burgkirchen an der Alz                                    |                                                                                         | Braunau am Inn (BR)                                       | S a l z a c h                                                                           |                                                           |                                                           | Oberösterreich              |
| Bayern      | Oberbayern         | Traunstein (TS)               | Tittmoning                                                | Grünes Häkchensymbol für ja                                                             | Braunau am Inn (BR)                                       | S a l z a c h                                                                           |                                                           |                                                           | Oberösterreich              |
| Bayern      | Oberbayern         | Traunstein (TS)               | Tittmoning                                                | Grünes Häkchensymbol für ja                                                             | Braunau am Inn (BR)                                       | S a l z a c h                                                                           | Grünes Häkchensymbol für ja                               | Ostermiething                                             | Oberösterreich              |
| Bayern      | Oberbayern         | Traunstein (TS)               | Fridolfing                                                |                                                                                         | Braunau am Inn (BR)                                       | S a l z a c h                                                                           | Grünes Häkchensymbol für ja                               | Ostermiething                                             | Oberösterreich              |
| Bayern      | Oberbayern         | Traunstein (TS)               | St. Pantaleon                                             |                                                                                         | Braunau am Inn (BR)                                       | S a l z a c h                                                                           |                                                           |                                                           | Oberösterreich              |
| Bayern      | Oberbayern         | Traunstein (TS)               |                                                           | Sankt Georgen bei Salzburg                                                              | Salzburg-Umgebung (SL)                                    | S a l z a c h                                                                           | Salzburg                                                  |                                                           |                             |
| Bayern      | Oberbayern         | Berchtesgadener Land (BGL)    | Laufen                                                    | Sankt Georgen bei Salzburg                                                              | Salzburg-Umgebung (SL)                                    | S a l z a c h                                                                           | Salzburg                                                  | Grünes Häkchensymbol für ja                               |                             |
| Bayern      | Oberbayern         | Berchtesgadener Land (BGL)    | Laufen                                                    | Grünes Häkchensymbol für ja                                                             | Salzburg-Umgebung (SL)                                    | S a l z a c h                                                                           | Salzburg                                                  | Grünes Häkchensymbol für ja                               | Oberndorf bei Salzburg      |
| Bayern      | Oberbayern         | Berchtesgadener Land (BGL)    | Laufen                                                    | Nußdorf am Haunsberg                                                                    | Salzburg-Umgebung (SL)                                    | S a l z a c h                                                                           | Salzburg                                                  | Grünes Häkchensymbol für ja                               |                             |
| Bayern      | Oberbayern         | Berchtesgadener Land (BGL)    | Laufen                                                    | Anthering                                                                               | Salzburg-Umgebung (SL)                                    | S a l z a c h                                                                           | Salzburg                                                  | Grünes Häkchensymbol für ja                               |                             |
| Bayern      | Oberbayern         | Berchtesgadener Land (BGL)    | Saaldorf-Surheim                                          |                                                                                         | Salzburg-Umgebung (SL)                                    | S a l z a c h                                                                           | Salzburg                                                  |                                                           |                             |
| Bayern      | Oberbayern         | Berchtesgadener Land (BGL)    | Bergheim                                                  |                                                                                         | Salzburg-Umgebung (SL)                                    | S a l z a c h                                                                           | Salzburg                                                  |                                                           |                             |
| Bayern      | Oberbayern         | Berchtesgadener Land (BGL)    | Freilassing                                               | Grünes Häkchensymbol für ja                                                             | Salzburg-Umgebung (SL)                                    | S a l z a c h                                                                           | Salzburg                                                  |                                                           |                             |
| Bayern      | Oberbayern         | Berchtesgadener Land (BGL)    | Freilassing                                               | Grünes Häkchensymbol für ja                                                             | Salzburg-Umgebung (SL)                                    | S a l a c h                                                                             | Salzburg                                                  | Grünes Häkchensymbol für ja                               | Salzburg                    |
| Bayern      | Oberbayern         | Berchtesgadener Land (BGL)    | Freilassing                                               | Grünes Häkchensymbol für ja                                                             | Salzburg-Umgebung (SL)                                    | S a l a c h                                                                             | Salzburg                                                  | Grünes Häkchensymbol für ja                               | Wals-Siezenheim             |
| Bayern      | Oberbayern         | Berchtesgadener Land (BGL)    | Ainring                                                   | Grünes Häkchensymbol für ja                                                             | Salzburg-Umgebung (SL)                                    | S a l a c h                                                                             | Salzburg                                                  | Grünes Häkchensymbol für ja                               | Wals-Siezenheim             |
| Bayern      | Oberbayern         | Berchtesgadener Land (BGL)    | Ainring                                                   | Grünes Häkchensymbol für ja                                                             | Salzburg-Umgebung (SL)                                    | S a l a c h                                                                             | Salzburg                                                  | Grünes Häkchensymbol für ja · Grünes Häkchensymbol für ja | Großgmain                   |
| Bayern      | Oberbayern         | Berchtesgadener Land (BGL)    | Piding                                                    |                                                                                         | Salzburg-Umgebung (SL)                                    | S a l a c h                                                                             | Salzburg                                                  | Grünes Häkchensymbol für ja · Grünes Häkchensymbol für ja | Großgmain                   |
| Bayern      | Oberbayern         | Berchtesgadener Land (BGL)    | Bad Reichenhall                                           | Grünes Häkchensymbol für ja                                                             | Salzburg-Umgebung (SL)                                    | A*                                                                                      | Salzburg                                                  | Grünes Häkchensymbol für ja · Grünes Häkchensymbol für ja | Großgmain                   |
| Bayern      | Oberbayern         | Berchtesgadener Land (BGL)    | Bayerisch Gmain                                           | Grünes Häkchensymbol für ja                                                             | Salzburg-Umgebung (SL)                                    | A*                                                                                      | Salzburg                                                  | Grünes Häkchensymbol für ja · Grünes Häkchensymbol für ja | Großgmain                   |
| Bayern      | Oberbayern         | Berchtesgadener Land (BGL)    | Bischofswiesen                                            |                                                                                         | Salzburg-Umgebung (SL)                                    | A*                                                                                      | Salzburg                                                  | Grünes Häkchensymbol für ja · Grünes Häkchensymbol für ja | Großgmain                   |
| Bayern      | Oberbayern         | Berchtesgadener Land (BGL)    | Grünes Häkchensymbol für ja                               | Grödig                                                                                  | Salzburg-Umgebung (SL)                                    | A*                                                                                      | Salzburg                                                  |                                                           |                             |
| Bayern      | Oberbayern         | Berchtesgadener Land (BGL)    | Grünes Häkchensymbol für ja                               | Grödig                                                                                  | Salzburg-Umgebung (SL)                                    | A*                                                                                      | Salzburg                                                  | Schellenberger Forst                                      | Grünes Häkchensymbol für ja |
| Bayern      | Oberbayern         | Berchtesgadener Land (BGL)    | Grünes Häkchensymbol für ja                               | Grödig                                                                                  | Salzburg-Umgebung (SL)                                    | A*                                                                                      | Salzburg                                                  | Marktschellenberg                                         | Grünes Häkchensymbol für ja |
| Bayern      | Oberbayern         | Berchtesgadener Land (BGL)    | Grünes Häkchensymbol für ja · Grünes Häkchensymbol für ja | Hallein                                                                                 | Hallein (HA)                                              | A*                                                                                      | Salzburg                                                  | Marktschellenberg                                         | Grünes Häkchensymbol für ja |
| Bayern      | Oberbayern         | Berchtesgadener Land (BGL)    | Grünes Häkchensymbol für ja · Grünes Häkchensymbol für ja | Hallein                                                                                 | Hallein (HA)                                              | A*                                                                                      | Salzburg                                                  | Berchtesgaden                                             | Grünes Häkchensymbol für ja |
| Bayern      | Oberbayern         | Berchtesgadener Land (BGL)    | Grünes Häkchensymbol für ja · Grünes Häkchensymbol für ja | Hallein                                                                                 | Hallein (HA)                                              | A*                                                                                      | Salzburg                                                  | Eck                                                       | Grünes Häkchensymbol für ja |
| Bayern      | Oberbayern         | Berchtesgadener Land (BGL)    | Grünes Häkchensymbol für ja                               | Kuchl                                                                                   | Hallein (HA)                                              | A*                                                                                      | Salzburg                                                  | Eck                                                       | Grünes Häkchensymbol für ja |
| Bayern      | Oberbayern         | Berchtesgadener Land (BGL)    | Grünes Häkchensymbol für ja                               | Kuchl                                                                                   | Hallein (HA)                                              | A*                                                                                      | Salzburg                                                  | Schönau am Königssee                                      |                             |
| Bayern      | Oberbayern         | Berchtesgadener Land (BGL)    | Golling an der Salzach                                    |                                                                                         | Hallein (HA)                                              | A*                                                                                      | Salzburg                                                  |                                                           |                             |
| Bayern      | Oberbayern         | Berchtesgadener Land (BGL)    |                                                           | Werfen                                                                                  | St. Johann im Pongau (JO)                                 | A*                                                                                      | Salzburg                                                  |                                                           |                             |
| Bayern      | Oberbayern         | Berchtesgadener Land (BGL)    |                                                           | Maria Alm am Steinernen Meer                                                            | Zell am See (ZE)                                          | A*                                                                                      | Salzburg                                                  |                                                           |                             |
| Bayern      | Oberbayern         | Berchtesgadener Land (BGL)    | Saalfelden am Steinernen Meer                             |                                                                                         | Zell am See (ZE)                                          | A*                                                                                      | Salzburg                                                  |                                                           |                             |
| Bayern      | Oberbayern         | Berchtesgadener Land (BGL)    | Ramsau bei Berchtesgaden                                  |                                                                                         | Zell am See (ZE)                                          | A*                                                                                      | Salzburg                                                  |                                                           |                             |
| Bayern      | Oberbayern         | Berchtesgadener Land (BGL)    | Weißbach bei Lofer                                        |                                                                                         | Zell am See (ZE)                                          | A*                                                                                      | Salzburg                                                  |                                                           |                             |
| Bayern      | Oberbayern         | Berchtesgadener Land (BGL)    | Sankt Martin bei Lofer                                    |                                                                                         | Zell am See (ZE)                                          | A*                                                                                      | Salzburg                                                  |                                                           |                             |
| Bayern      | Oberbayern         | Berchtesgadener Land (BGL)    | Lofer                                                     |                                                                                         | Zell am See (ZE)                                          | A*                                                                                      | Salzburg                                                  |                                                           |                             |
| Bayern      | Oberbayern         | Berchtesgadener Land (BGL)    | Grünes Häkchensymbol für ja                               | Unken                                                                                   | Zell am See (ZE)                                          | A*                                                                                      | Salzburg                                                  |                                                           |                             |
| Bayern      | Oberbayern         | Berchtesgadener Land (BGL)    | Grünes Häkchensymbol für ja                               | Unken                                                                                   | Zell am See (ZE)                                          | A*                                                                                      | Salzburg                                                  | Schneizlreuth                                             | Grünes Häkchensymbol für ja |
| Bayern      | Oberbayern         | Berchtesgadener Land (BGL)    | Grünes Häkchensymbol für ja                               | Unken                                                                                   | Zell am See (ZE)                                          | B*                                                                                      | Salzburg                                                  | Schneizlreuth                                             | Grünes Häkchensymbol für ja |
| Bayern      | Oberbayern         | Traunstein (TS)               | Grünes Häkchensymbol für ja                               | Unken                                                                                   | Zell am See (ZE)                                          | Ruhpolding                                                                              | Salzburg                                                  |                                                           |                             |
| Bayern      | Oberbayern         | Traunstein (TS)               | Grünes Häkchensymbol für ja                               | Unken                                                                                   | Zell am See (ZE)                                          | Reit im Winkl                                                                           | Salzburg                                                  | Grünes Häkchensymbol für ja                               |                             |
| Bayern      | Oberbayern         | Traunstein (TS)               |                                                           | Waidring                                                                                | Kitzbühel (KB)                                            | Reit im Winkl                                                                           | Tirol                                                     | Grünes Häkchensymbol für ja                               |                             |
| Bayern      | Oberbayern         | Traunstein (TS)               | Grünes Häkchensymbol für ja · Grünes Häkchensymbol für ja | Kössen                                                                                  | Kitzbühel (KB)                                            | Reit im Winkl                                                                           | Tirol                                                     | Grünes Häkchensymbol für ja                               |                             |
| Bayern      | Oberbayern         | Traunstein (TS)               | Grünes Häkchensymbol für ja · Grünes Häkchensymbol für ja | Kössen                                                                                  | Kitzbühel (KB)                                            | Unterwössen                                                                             | Tirol                                                     |                                                           |                             |
| Bayern      | Oberbayern         | Traunstein (TS)               | Grünes Häkchensymbol für ja · Grünes Häkchensymbol für ja | Kössen                                                                                  | Kitzbühel (KB)                                            | Schleching                                                                              | Tirol                                                     | Grünes Häkchensymbol für ja                               |                             |
| Bayern      | Oberbayern         | Traunstein (TS)               |                                                           | Walchsee                                                                                | Kufstein (KU)                                             | Schleching                                                                              | Tirol                                                     | Grünes Häkchensymbol für ja                               |                             |
| Bayern      | Oberbayern         | Rosenheim (RO)                | Aschau im Chiemgau                                        | Walchsee                                                                                | Kufstein (KU)                                             | Grünes Häkchensymbol für ja                                                             | Tirol                                                     |                                                           |                             |
| Bayern      | Oberbayern         | Rosenheim (RO)                | Aschau im Chiemgau                                        | Rettenschöss                                                                            | Kufstein (KU)                                             | Grünes Häkchensymbol für ja                                                             | Tirol                                                     |                                                           |                             |
| Bayern      | Oberbayern         | Rosenheim (RO)                | Aschau im Chiemgau                                        | Grünes Häkchensymbol für ja                                                             | Kufstein (KU)                                             | Grünes Häkchensymbol für ja                                                             | Tirol                                                     | Niederndorferberg                                         |                             |
| Bayern      | Oberbayern         | Rosenheim (RO)                | Aschau im Chiemgau                                        | Grünes Häkchensymbol für ja                                                             | Kufstein (KU)                                             | Grünes Häkchensymbol für ja                                                             | Tirol                                                     | Erl                                                       |                             |
| Bayern      | Oberbayern         | Rosenheim (RO)                | Samerberg                                                 | Grünes Häkchensymbol für ja                                                             | Kufstein (KU)                                             |                                                                                         | Tirol                                                     | Erl                                                       |                             |
| Bayern      | Oberbayern         | Rosenheim (RO)                | Nußdorf am Inn                                            | Grünes Häkchensymbol für ja                                                             | Kufstein (KU)                                             | Grünes Häkchensymbol für ja                                                             | Tirol                                                     | Erl                                                       |                             |
| Bayern      | Oberbayern         | Rosenheim (RO)                | Flintsbach am Inn                                         | Grünes Häkchensymbol für ja                                                             | Kufstein (KU)                                             |                                                                                         | Tirol                                                     | Erl                                                       | I n                         |
| Bayern      | Oberbayern         | Rosenheim (RO)                | Oberaudorf                                                | Grünes Häkchensymbol für ja                                                             | Kufstein (KU)                                             | Grünes Häkchensymbol für ja                                                             | Tirol                                                     | Erl                                                       | I n                         |
| Bayern      | Oberbayern         | Rosenheim (RO)                | Oberaudorf                                                | Grünes Häkchensymbol für ja                                                             | Kufstein (KU)                                             | Grünes Häkchensymbol für ja                                                             | Tirol                                                     | Niederndorf                                               | I n                         |
| Bayern      | Oberbayern         | Rosenheim (RO)                | Oberaudorf                                                | Grünes Häkchensymbol für ja                                                             | Kufstein (KU)                                             | Grünes Häkchensymbol für ja                                                             | Tirol                                                     | Ebbs                                                      | I n                         |
| Bayern      | Oberbayern         | Rosenheim (RO)                | Kiefersfelden                                             | Grünes Häkchensymbol für ja                                                             | Kufstein (KU)                                             | Grünes Häkchensymbol für ja · Grünes Häkchensymbol für ja · Grünes Häkchensymbol für ja | Tirol                                                     | Ebbs                                                      | I n                         |
| Bayern      | Oberbayern         | Rosenheim (RO)                | Kiefersfelden                                             | Grünes Häkchensymbol für ja                                                             | Kufstein (KU)                                             | Grünes Häkchensymbol für ja · Grünes Häkchensymbol für ja · Grünes Häkchensymbol für ja | Tirol                                                     | Kufstein                                                  | I n                         |
| Bayern      | Oberbayern         | Rosenheim (RO)                | Kiefersfelden                                             | Grünes Häkchensymbol für ja                                                             | Kufstein (KU)                                             | Grünes Häkchensymbol für ja · Grünes Häkchensymbol für ja · Grünes Häkchensymbol für ja | Tirol                                                     | Kufstein                                                  | C*                          |
| Bayern      | Oberbayern         | Rosenheim (RO)                | Kiefersfelden                                             | Grünes Häkchensymbol für ja · Grünes Häkchensymbol für ja                               | Kufstein (KU)                                             | Grünes Häkchensymbol für ja · Grünes Häkchensymbol für ja · Grünes Häkchensymbol für ja | Tirol                                                     | Thiersee                                                  |                             |
| Bayern      | Oberbayern         | Miesbach (MB)                 | Bayrischzell                                              | Grünes Häkchensymbol für ja · Grünes Häkchensymbol für ja                               | Kufstein (KU)                                             | Grünes Häkchensymbol für ja                                                             | Tirol                                                     | Thiersee                                                  |                             |
| Bayern      | Oberbayern         | Miesbach (MB)                 | Schliersee                                                | Grünes Häkchensymbol für ja · Grünes Häkchensymbol für ja                               | Kufstein (KU)                                             |                                                                                         | Tirol                                                     | Thiersee                                                  |                             |
| Bayern      | Oberbayern         | Miesbach (MB)                 | Rottach-Egern                                             |                                                                                         | Kufstein (KU)                                             |                                                                                         | Tirol                                                     | Brandenberg                                               |                             |
| Bayern      | Oberbayern         | Miesbach (MB)                 | Kreuth                                                    | Grünes Häkchensymbol für ja                                                             |                                                           |                                                                                         | Tirol                                                     | Brandenberg                                               |                             |
| Bayern      | Oberbayern         | Miesbach (MB)                 | Kreuth                                                    | Grünes Häkchensymbol für ja                                                             | Grünes Häkchensymbol für ja · Grünes Häkchensymbol für ja | Achenkirch                                                                              | Tirol                                                     | Schwaz (SZ)                                               |                             |
| Bayern      | Oberbayern         | Miesbach (MB)                 | Kreuth                                                    | Grünes Häkchensymbol für ja                                                             | Grünes Häkchensymbol für ja · Grünes Häkchensymbol für ja | Achenkirch                                                                              | Tirol                                                     | Schwaz (SZ)                                               | 11*                         |
| Bayern      | Oberbayern         | Bad Tölz-Wolfratshausen (TÖL) | Lenggries                                                 | Grünes Häkchensymbol für ja · Grünes Häkchensymbol für ja                               | Grünes Häkchensymbol für ja · Grünes Häkchensymbol für ja | Achenkirch                                                                              | Tirol                                                     | Schwaz (SZ)                                               |                             |
| Bayern      | Oberbayern         | Bad Tölz-Wolfratshausen (TÖL) | Lenggries                                                 | Grünes Häkchensymbol für ja · Grünes Häkchensymbol für ja                               | Grünes Häkchensymbol für ja · Grünes Häkchensymbol für ja | Achenkirch                                                                              | Tirol                                                     | Schwaz (SZ)                                               | 12*                         |
| Bayern      | Oberbayern         | Bad Tölz-Wolfratshausen (TÖL) | Lenggries                                                 | Grünes Häkchensymbol für ja · Grünes Häkchensymbol für ja                               | Grünes Häkchensymbol für ja · Grünes Häkchensymbol für ja | Achenkirch                                                                              | Tirol                                                     | Schwaz (SZ)                                               | D*                          |
| Bayern      | Oberbayern         | Bad Tölz-Wolfratshausen (TÖL) | Lenggries                                                 | Grünes Häkchensymbol für ja · Grünes Häkchensymbol für ja                               | Grünes Häkchensymbol für ja                               | Eben am Achensee                                                                        | Tirol                                                     | Schwaz (SZ)                                               |                             |
| Bayern      | Oberbayern         | Bad Tölz-Wolfratshausen (TÖL) | Lenggries                                                 | Grünes Häkchensymbol für ja · Grünes Häkchensymbol für ja                               | Vomp                                                      |                                                                                         | Tirol                                                     | Schwaz (SZ)                                               |                             |
| Bayern      | Oberbayern         | Garmisch-Partenkirchen (GAP)  | Mittenwald                                                | Grünes Häkchensymbol für ja · Grünes Häkchensymbol für ja                               |                                                           |                                                                                         | Tirol                                                     | Schwaz (SZ)                                               |                             |
| Bayern      | Oberbayern         | Garmisch-Partenkirchen (GAP)  | Mittenwald                                                | Grünes Häkchensymbol für ja · Grünes Häkchensymbol für ja                               | E*                                                        | Grünes Häkchensymbol für ja                                                             | Tirol                                                     | Scharnitz                                                 | Innsbruck-Land (IL)         |
| Bayern      | Oberbayern         | Garmisch-Partenkirchen (GAP)  | Mittenwald                                                | Grünes Häkchensymbol für ja · Grünes Häkchensymbol für ja                               | E*                                                        | Grünes Häkchensymbol für ja                                                             | Tirol                                                     | Leutasch                                                  | Innsbruck-Land (IL)         |
| Bayern      | Oberbayern         | Garmisch-Partenkirchen (GAP)  | Garmisch-Partenkirchen                                    | Grünes Häkchensymbol für ja                                                             | E*                                                        | Grünes Häkchensymbol für ja                                                             | Tirol                                                     | Leutasch                                                  | Innsbruck-Land (IL)         |
| Bayern      | Oberbayern         | Garmisch-Partenkirchen (GAP)  | Garmisch-Partenkirchen                                    | Grünes Häkchensymbol für ja                                                             | E*                                                        | Wildermieming                                                                           | Tirol                                                     |                                                           | Innsbruck-Land (IL)         |
| Bayern      | Oberbayern         | Garmisch-Partenkirchen (GAP)  | Garmisch-Partenkirchen                                    | Grünes Häkchensymbol für ja                                                             | E*                                                        |                                                                                         | Tirol                                                     | Mieming                                                   | Imst (IM)                   |
| Bayern      | Oberbayern         | Garmisch-Partenkirchen (GAP)  | Garmisch-Partenkirchen                                    | Grünes Häkchensymbol für ja                                                             | E*                                                        | Grünes Häkchensymbol für ja · Grünes Häkchensymbol für ja                               | Tirol                                                     | Ehrwald                                                   | Reutte (RE)                 |
| Bayern      | Oberbayern         | Garmisch-Partenkirchen (GAP)  | Grainau                                                   | Grünes Häkchensymbol für ja                                                             | E*                                                        | Grünes Häkchensymbol für ja · Grünes Häkchensymbol für ja                               | Tirol                                                     | Ehrwald                                                   | Reutte (RE)                 |
| Bayern      | Oberbayern         | Garmisch-Partenkirchen (GAP)  | Garmisch-Partenkirchen                                    | Grünes Häkchensymbol für ja                                                             | F*                                                        | Grünes Häkchensymbol für ja                                                             | Tirol                                                     | Lermoos                                                   | Reutte (RE)                 |
| Bayern      | Oberbayern         | Garmisch-Partenkirchen (GAP)  | Garmisch-Partenkirchen                                    | Grünes Häkchensymbol für ja                                                             | F*                                                        | Grünes Häkchensymbol für ja                                                             | Tirol                                                     | Reutte                                                    | Reutte (RE)                 |
| Bayern      | Oberbayern         | Garmisch-Partenkirchen (GAP)  | Ettaler Forst                                             | Grünes Häkchensymbol für ja                                                             | F*                                                        | Grünes Häkchensymbol für ja                                                             | Tirol                                                     | Reutte                                                    | Reutte (RE)                 |
| Bayern      | Schwaben           | Ostallgäu (OAL)               | Halblech                                                  |                                                                                         | F*                                                        | Grünes Häkchensymbol für ja                                                             | Tirol                                                     | Reutte                                                    | Reutte (RE)                 |
| Bayern      | Schwaben           | Ostallgäu (OAL)               | Schwangau                                                 |                                                                                         | F*                                                        | Grünes Häkchensymbol für ja                                                             | Tirol                                                     | Reutte                                                    | Reutte (RE)                 |
| Bayern      | Schwaben           | Ostallgäu (OAL)               | Pflach                                                    |                                                                                         | F*                                                        |                                                                                         | Tirol                                                     |                                                           | Reutte (RE)                 |
| Bayern      | Schwaben           | Ostallgäu (OAL)               | Grünes Häkchensymbol für ja                               | Pinswang                                                                                | F*                                                        |                                                                                         | Tirol                                                     |                                                           | Reutte (RE)                 |
| Bayern      | Schwaben           | Ostallgäu (OAL)               | Grünes Häkchensymbol für ja                               | Pinswang                                                                                | F*                                                        | Füssen                                                                                  | Tirol                                                     | Grünes Häkchensymbol für ja · Grünes Häkchensymbol für ja | Reutte (RE)                 |
| Bayern      | Schwaben           | Ostallgäu (OAL)               | G*                                                        | Grünes Häkchensymbol für ja · Grünes Häkchensymbol für ja                               | Vils                                                      | Füssen                                                                                  | Tirol                                                     | Grünes Häkchensymbol für ja · Grünes Häkchensymbol für ja | Reutte (RE)                 |
| Bayern      | Schwaben           | Ostallgäu (OAL)               | G*                                                        | Grünes Häkchensymbol für ja · Grünes Häkchensymbol für ja                               | Vils                                                      | Pfronten                                                                                | Tirol                                                     | Grünes Häkchensymbol für ja · Grünes Häkchensymbol für ja | Reutte (RE)                 |
| Bayern      | Schwaben           | Ostallgäu (OAL)               | G*                                                        | Grünes Häkchensymbol für ja                                                             | Grän                                                      | Pfronten                                                                                | Tirol                                                     | Grünes Häkchensymbol für ja · Grünes Häkchensymbol für ja | Reutte (RE)                 |
| Bayern      | Schwaben           | Ostallgäu (OAL)               | G*                                                        | Tannheim                                                                                |                                                           | Pfronten                                                                                | Tirol                                                     | Grünes Häkchensymbol für ja · Grünes Häkchensymbol für ja | Reutte (RE)                 |
| Bayern      | Schwaben           | Ostallgäu (OAL)               | G*                                                        | Zöblen                                                                                  |                                                           | Pfronten                                                                                | Tirol                                                     | Grünes Häkchensymbol für ja · Grünes Häkchensymbol für ja | Reutte (RE)                 |
| Bayern      | Schwaben           | Ostallgäu (OAL)               | G*                                                        | Schattwald                                                                              |                                                           | Pfronten                                                                                | Tirol                                                     | Grünes Häkchensymbol für ja · Grünes Häkchensymbol für ja | Reutte (RE)                 |
| Bayern      | Schwaben           | Ostallgäu (OAL)               | G*                                                        | Grünes Häkchensymbol für ja                                                             | Jungholz                                                  | Pfronten                                                                                | Tirol                                                     | Grünes Häkchensymbol für ja · Grünes Häkchensymbol für ja | Reutte (RE)                 |
| Bayern      | Schwaben           | Ostallgäu (OAL)               | G*                                                        | Grünes Häkchensymbol für ja                                                             | Jungholz                                                  | Nesselwang                                                                              | Tirol                                                     |                                                           | Reutte (RE)                 |
| Bayern      | Schwaben           | Oberallgäu (OA)               | G*                                                        | Grünes Häkchensymbol für ja                                                             | Jungholz                                                  | Wertach                                                                                 | Tirol                                                     | Grünes Häkchensymbol für ja                               | Reutte (RE)                 |
| Bayern      | Schwaben           | Oberallgäu (OA)               | G*                                                        | Grünes Häkchensymbol für ja                                                             | Jungholz                                                  | Bad Hindelang                                                                           | Tirol                                                     | Grünes Häkchensymbol für ja                               | Reutte (RE)                 |
| Bayern      | Schwaben           | Oberallgäu (OA)               | G*                                                        | Grünes Häkchensymbol für ja                                                             | Schattwald                                                | Bad Hindelang                                                                           | Tirol                                                     | Grünes Häkchensymbol für ja                               | Reutte (RE)                 |
| Bayern      | Schwaben           | Oberallgäu (OA)               | G*                                                        | Zöblen                                                                                  |                                                           | Bad Hindelang                                                                           | Tirol                                                     | Grünes Häkchensymbol für ja                               | Reutte (RE)                 |
| Bayern      | Schwaben           | Oberallgäu (OA)               | G*                                                        | Tannheim                                                                                |                                                           | Bad Hindelang                                                                           | Tirol                                                     | Grünes Häkchensymbol für ja                               | Reutte (RE)                 |
| Bayern      | Schwaben           | Oberallgäu (OA)               | G*                                                        | Weißenbach am Lech                                                                      |                                                           | Bad Hindelang                                                                           | Tirol                                                     | Grünes Häkchensymbol für ja                               | Reutte (RE)                 |
| Bayern      | Schwaben           | Oberallgäu (OA)               | G*                                                        | Hinterhornbach                                                                          |                                                           | Bad Hindelang                                                                           | Tirol                                                     | Grünes Häkchensymbol für ja                               | Reutte (RE)                 |
| Bayern      | Schwaben           | Oberallgäu (OA)               | G*                                                        | Oberstdorf                                                                              | Grünes Häkchensymbol für ja                               |                                                                                         | Tirol                                                     |                                                           | Reutte (RE)                 |
| Bayern      | Schwaben           | Oberallgäu (OA)               | G*                                                        | Oberstdorf                                                                              | Grünes Häkchensymbol für ja                               | Holzgau                                                                                 | Tirol                                                     |                                                           | Reutte (RE)                 |
| Bayern      | Schwaben           | Oberallgäu (OA)               | G*                                                        | Oberstdorf                                                                              | Grünes Häkchensymbol für ja                               | Steeg                                                                                   | Tirol                                                     |                                                           | Reutte (RE)                 |
| Bayern      | Schwaben           | Oberallgäu (OA)               | G*                                                        | Oberstdorf                                                                              | Grünes Häkchensymbol für ja                               |                                                                                         | Warth                                                     | Bregenz (B)                                               | Vorarlberg                  |
| Bayern      | Schwaben           | Oberallgäu (OA)               | G*                                                        | Oberstdorf                                                                              | Grünes Häkchensymbol für ja                               | Grünes Häkchensymbol für ja                                                             | Mittelberg                                                | Bregenz (B)                                               | Vorarlberg                  |
| Bayern      | Schwaben           | Oberallgäu (OA)               | G*                                                        | Oberstdorf                                                                              | Grünes Häkchensymbol für ja                               | Egg                                                                                     |                                                           | Bregenz (B)                                               | Vorarlberg                  |
| Bayern      | Schwaben           | Oberallgäu (OA)               | G*                                                        | Oberstdorf                                                                              | Grünes Häkchensymbol für ja                               | Grünes Häkchensymbol für ja                                                             | Sibratsgfäll                                              | Bregenz (B)                                               | Vorarlberg                  |
| Bayern      | Schwaben           | Oberallgäu (OA)               | G*                                                        | Balderschwang                                                                           | Grünes Häkchensymbol für ja · Grünes Häkchensymbol für ja | Grünes Häkchensymbol für ja                                                             | Sibratsgfäll                                              | Bregenz (B)                                               | Vorarlberg                  |
| Bayern      | Schwaben           | Oberallgäu (OA)               | G*                                                        | Balderschwang                                                                           | Grünes Häkchensymbol für ja · Grünes Häkchensymbol für ja | Grünes Häkchensymbol für ja                                                             | Hittisau                                                  | Bregenz (B)                                               | Vorarlberg                  |
| Bayern      | Schwaben           | Oberallgäu (OA)               | G*                                                        | Oberstaufen                                                                             | Grünes Häkchensymbol für ja                               | Grünes Häkchensymbol für ja                                                             | Hittisau                                                  | Bregenz (B)                                               | Vorarlberg                  |
| Bayern      | Schwaben           | Oberallgäu (OA)               | G*                                                        | Oberstaufen                                                                             | Grünes Häkchensymbol für ja                               | Grünes Häkchensymbol für ja                                                             | Riefensberg                                               | Bregenz (B)                                               | Vorarlberg                  |
| Bayern      | Schwaben           | Oberallgäu (OA)               | G*                                                        | Oberstaufen                                                                             | Grünes Häkchensymbol für ja                               | Grünes Häkchensymbol für ja                                                             | Sulzberg                                                  | Bregenz (B)                                               | Vorarlberg                  |
| Bayern      | Schwaben           | Lindau (LI)                   | G*                                                        | Oberreute                                                                               | Grünes Häkchensymbol für ja                               | Grünes Häkchensymbol für ja                                                             | Sulzberg                                                  | Bregenz (B)                                               | Vorarlberg                  |
| Bayern      | Schwaben           | Lindau (LI)                   | G*                                                        | Weiler-Simmerberg                                                                       |                                                           | Grünes Häkchensymbol für ja                                                             | Sulzberg                                                  | Bregenz (B)                                               | Vorarlberg                  |
| Bayern      | Schwaben           | Lindau (LI)                   | G*                                                        | Scheidegg                                                                               | Grünes Häkchensymbol für ja · Grünes Häkchensymbol für ja | Grünes Häkchensymbol für ja                                                             | Sulzberg                                                  | Bregenz (B)                                               | Vorarlberg                  |
| Bayern      | Schwaben           | Lindau (LI)                   | G*                                                        | Scheidegg                                                                               | Grünes Häkchensymbol für ja · Grünes Häkchensymbol für ja | Grünes Häkchensymbol für ja                                                             | Langen bei Bregenz                                        | Bregenz (B)                                               | Vorarlberg                  |
| Bayern      | Schwaben           | Lindau (LI)                   | G*                                                        | Scheidegg                                                                               | Grünes Häkchensymbol für ja · Grünes Häkchensymbol für ja | Grünes Häkchensymbol für ja                                                             | Möggers                                                   | Bregenz (B)                                               | Vorarlberg                  |
| Bayern      | Schwaben           | Lindau (LI)                   | Sigmarszell                                               | Grünes Häkchensymbol für ja                                                             | 13*                                                       | Grünes Häkchensymbol für ja                                                             | Möggers                                                   | Bregenz (B)                                               | Vorarlberg                  |
| Bayern      | Schwaben           | Lindau (LI)                   | Sigmarszell                                               | Grünes Häkchensymbol für ja                                                             | 13*                                                       | Grünes Häkchensymbol für ja                                                             | Hohenweiler                                               | Bregenz (B)                                               | Vorarlberg                  |
| Bayern      | Schwaben           | Lindau (LI)                   | Sigmarszell                                               | Grünes Häkchensymbol für ja                                                             | 14*                                                       | Grünes Häkchensymbol für ja                                                             | Hohenweiler                                               | Bregenz (B)                                               | Vorarlberg                  |
| Bayern      | Schwaben           | Lindau (LI)                   | Sigmarszell                                               | Grünes Häkchensymbol für ja                                                             | Grünes Häkchensymbol für ja                               | Hörbranz                                                                                |                                                           | Bregenz (B)                                               | Vorarlberg                  |
| Bayern      | Schwaben           | Lindau (LI)                   | Lindau                                                    | Grünes Häkchensymbol für ja                                                             | Grünes Häkchensymbol für ja                               | Hörbranz                                                                                |                                                           | Bregenz (B)                                               | Vorarlberg                  |
| Bodensee    |                    |                               |                                                           |                                                                                         |                                                           |                                                                                         |                                                           |                                                           |                             |

Legende
- 1=Schwarzenberger Gegenbach
- 2=Große Mühl
- 3=Finsterbach
- 4=Grenzbach/Osterbach
- 5=Ranna
- 6=Rannasee
- 7=Schindelbach
- 8=Lindenbach
- 9=Stöcklbach
- 10=Dandlbach
- 11=Pittenbach
- 12=Seeache
- 13=Rickenbach
- 14=Leiblach
- A=Berchtesgadener Alpen
- B=Chiemgauer Alpen
- C=Bayrische Voralpen
- D=Karwendel
- E=Wettersteingebirge und Mieminger Kette
- F=Ammergauer Alpen
- G=Allgäuer Alpen

## Grenzübertritt und Grenzverkehr
An der deutsch-österreichischen Grenze gibt es mehr als 50 Grenzübergänge, die ein Passieren der Grenze im Rahmen des motorisierten Individualverkehrs oder mittels öffentlicher Nah- und Fernverkehrstransportmittel (zum Beispiel Zügen, Linienschiffen auf dem Bodensee und Seilbahnen) ermöglichen. Geografisch bedingt befinden sich die meisten dieser Grenzübergänge im östlichen, flacheren Teil der Grenze ab Salzburg. Gerade die im westlichen Teil gelegenen hochrangigen Straßenverbindungen zählen wegen ihrer Bedeutung für den Nord-Süd-Transit und den Urlauberreiseverkehr zu den wichtigsten Grenzübergängen. So stellt etwa der Autobahngrenzübergang Kufstein/Kiefersfelden im Unterinntal als Teil der deutschen Bundesautobahn 93 bzw. der österreichischen Inntalautobahn A 12 einen wichtigen Teil der Nord-Süd-Verbindung von Deutschland über den österreichisch-italienischen Brennerpass in die norditalienischen Industrie- und Tourismusregionen sowie weiter ins Landesinnere Italiens dar. Eine ähnliche Funktion, hauptsächlich für den Touristenverkehr, erfüllt der gänzlich in Österreich gelegene Fernpass, der von der Grenze aus durch den Grenztunnel Füssen erreicht werden kann und den Verkehr in Richtung des österreichisch-italienischen Reschenpass bzw. des Brennerpass leitet. Diese Alpenquerungen entlang der deutsch-österreichischen Grenze tragen neben den weiter südöstlich gelegenen innerösterreichischen Querungen – etwa durch die Tauern Autobahn und die Pyhrn Autobahn – die Hauptlast des Reise- und Gütertransportverkehrs durch die Ostalpen.

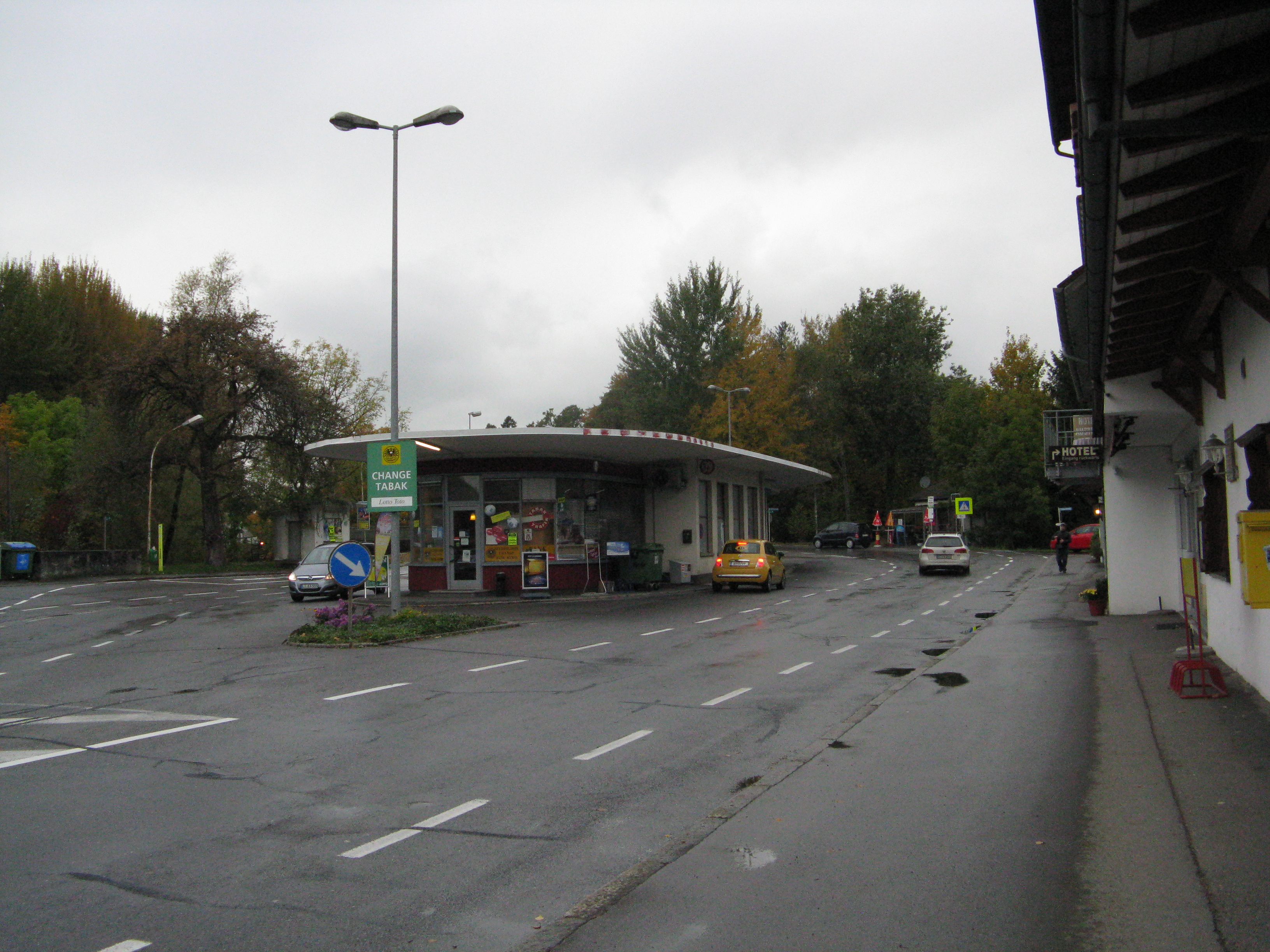
Ehemalige Grenzstation zwischen Hörbranz-Unterhochsteg und Lindau-Zech

Besonders für den innerösterreichischen Verkehr bedeutsam sind die Autobahngrenzübergänge Kufstein/Kiefersfelden an der Inntal Autobahn und Salzburg-Walserberg am Beginn der West Autobahn A 1. Diese beiden Grenzübergänge stellen gemeinsam mit den dazwischen liegenden deutschen Autobahnstücken der A 8 bis zum Autobahndreieck Inntal und der Bundesautobahn 93 die Hauptverkehrsachse zwischen Ost- und Westösterreich dar. Eine direkte Autobahnverbindung auf österreichischem Territorium zwischen Tirol und den östlicheren Bundesländern existiert nicht. Ähnlich verhält es sich mit der Rosenheimer Schleife. Sie verbindet die Bahnstrecken zwischen Kufstein/Kiefersfelden und Freilassing/Salzburg über das Deutsche Eck. Diese stellt, auf deutschem Staatsgebiet gelegen, die wichtigste Schienenverbindung zwischen Ost- und Westösterreich dar und hat eine entsprechende Bedeutung sowohl für den innerösterreichischen als auch internationalen Personen- und Güterverkehr. Der Grenzübergang über die Saalachbrücke zwischen den Stationen von Freilassing und Salzburg ist Teil der Magistrale für Europa, einem EU-Projekt zur Schaffung einer Hochgeschwindigkeitstrasse zwischen Paris und Budapest.

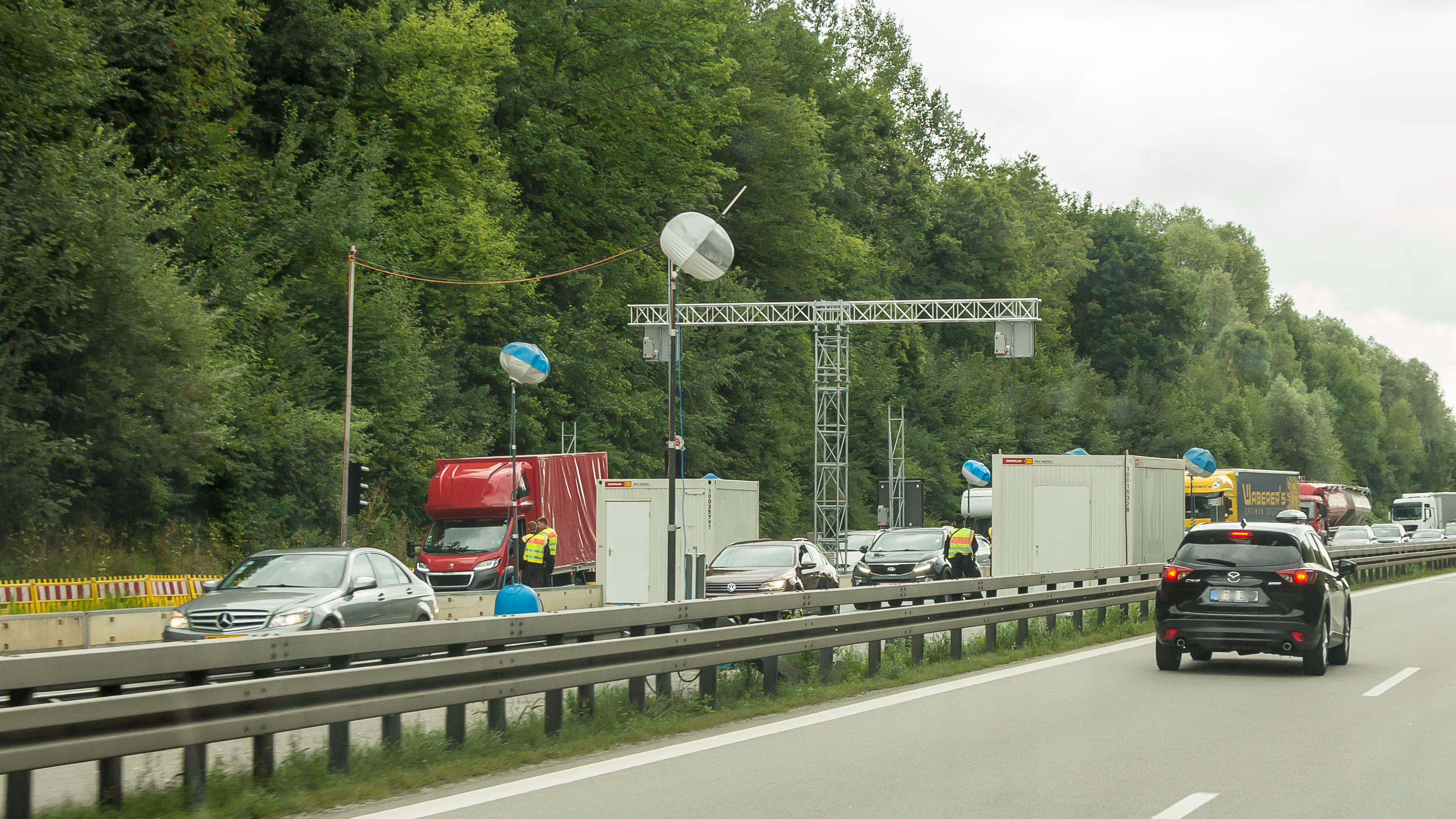
Temporäre Grenzkontrolle auf der Innkreis Autobahn – BAB 3 nach dem österreichisch-deutschen Grenzübergang Suben/Passau bei Pocking

Da Deutschland zu den Gründungsmitgliedern und Vollanwendern des Schengener Abkommens seit 1990 gehört und Österreich das Abkommen nach seinem EU-Beitritt 1995 ab 1. Dezember 1997 ebenfalls in Vollanwendung hat, finden an den Grenzen keine regulären Personenkontrollen mehr statt. Fallweise, etwa während der Fußball-Weltmeisterschaft 2006, wurde das Schengener Abkommen durch Deutschland oder Österreich temporär ausgesetzt, um Grenzkontrollen durchführen zu können. Nach dem Beginn der Flüchtlingskrise in Europa begann die deutsche Bundespolizei im September 2015 an einigen Grenzübertrittsstellen stichprobenartige Kontrollen.
Während der Corona-Pandemie in Deutschland und in Österreich war ab März 2020 die Grenze zeitweise fast vollständig geschlossen und die Einreise von Österreich nach Deutschland nur noch für Bürger mit Wohnsitz in Deutschland und Warenverkehr möglich. Des Weiteren musste während der Corona-Pandemie zeitweise ein entsprechender Impf- bzw. Testnachweis den Grenzschutzbeamten zur Einreise vorgelegt werden.